# HMS Bat (1896)
Za druge ladje glejte HMS Bat.
HMS Bat je bil rušilec razreda Star (poznejši razred C) Kraljeve vojne mornarice.
Ladja je bila zgrajena v ladjedelnici Palmers.